# دينيس أركاند
دينيس أركاند هو منتج أفلام وكاتب سيناريو ومخرج وممثل كندي، ولد في 25 يونيو 1941 في ديشامبو غروندين في كندا. من الجوائز التي نالها وسام جوقة الشرف سنة 1989 سنة 2004 سنة 1991.

## أعمال

### أفلام
- (2003) الغزوات البربرية[12]
- (2007) أيام الظلام

## جوائز وترشيحات
جوائز
- وسام جوقة الشرف
- 24th Genie Awards [الإنجليزية]‏
- Prix Albert-Tessier [الإنجليزية]‏ (1989)
- شارع المشاهير الكندي [الإنجليزية]‏ (2004)
- جائزة مولسون [الإنجليزية]‏ (1991)

ترشيحات
- جائزة الأوسكار لأفضل كتابة، عن عمل: الغزوات البربرية

## وصلات خارجية
- دينيس أركاند على موقع IMDb (الإنجليزية)
- دينيس أركاند على موقع الموسوعة البريطانية (الإنجليزية)
- دينيس أركاند على موقع مونزينجر (الألمانية)
- دينيس أركاند على موقع ألو سيني (الفرنسية)
- دينيس أركاند على موقع أول موفي (الإنجليزية)
- دينيس أركاند على موقع قاعدة بيانات الأفلام السويدية (السويدية)
- دينيس أركاند على موقع إن إن دي بي (الإنجليزية)
- دينيس أركاند على موقع ديسكوغز (الإنجليزية)
- دينيس أركاند على موقع قاعدة بيانات الفيلم (الإنجليزية)
- دينيس أركاند على موقع كينوبويسك (الروسية)